# Бодруджаль
Бодруджаль або Бодруджал (словац. Bodružal) — село в Словаччині, Свидницькому окрузі Пряшівського краю. Первісно населене етнічними українцями, надалі вони зазнали пословачення. Розташоване в північно-східній частині Словаччини, недалеко кордону з Польщею.
Уперше згадується 1600 року.

## Пам'ятки
У селі є мальовнича греко-католицька дерев'яна церква св. Миколая (лемківського типу) з 1658 року, з 1963 року національна культурна пам'ятка. У 2008 році занесена до списку ЮНЕСКО разом з дерев'яним парканом та дерев'яною брамою з 1658 року.

## Населення
| Рік:            | 1994. | 2004.    | 2014.   | 2024.    |
| --------------- | ----- | -------- | ------- | -------- |
| Кількість осіб: | 77    | 62       | 68      | 59       |
| Різниця:        |       | -19,48 % | +9,67 % | -13,23 % |

| Рік:            | 2023. | 2024.   |
| --------------- | ----- | ------- |
| Кількість осіб: | 60    | 59      |
| Різниця:        |       | -1,66 % |

У селі мешкає 64 осіб.
Національний склад населення (за даними останнього перепису населення — 2001 року):
- словаки — 79,66 %
- русини — 16,95 %
- українці — 1,69 %

Склад населення за приналежністю до релігії станом на 2001 рік:
- православні — 42,37 %,
- греко-католики — 27,12 %,
- не вважають себе віруючими або не належать до жодної вищезгаданої церкви — 18,64 %